# ستيفن غراي (لاعب كرة سلة مواليد 1989)
ستيفن غراي (بالإنجليزية: Steven Gray)‏ مواليد 8 أبريل 1989، هو لاعب كرة سلة أمريكي. بدأ مسيرته الاحترافية في سنة 2011. يلعب مع لافريو. يحمل الرقم 8. يبلغ طوله 6 قدم 5 بوصة (2.0 م). لعب كرة السلة الجامعية في جامعة قونزاقا.

## المسيرة الاحترافية
لعب مع نادي فينتسبيلس لكرة السلة في موسم 2011–2012، ثم لعب مع بي سي إم جرافيلين في الدوري الفرنسي في موسم 2013–2014، ثم لعب مع جاي دي أيه ديجون في موسم 2014–2015، ثم لعب مع بي سي إم جرافيلين في الدوري الفرنسي في موسم 2015–2016.

## روابط خارجية
- ستيفن غراي على موقع كرة السلة الأوروبية.كوم (الإنجليزية)
- ستيفن غراي على موقع كلية كرة السلة في سبورتس رفرنس.كوم (الإنجليزية)
- ستيفن غراي على موقع ريلجم (الإنجليزية)
- ستيفن غراي على موقع بروبوليرز (الإنجليزية)
- ستيفن غراي على موقع سبورتس رفرنس (الإنجليزية)